# Liste der Monuments historiques in Wambez
Die Liste der Monuments historiques in Wambez führt die Monuments historiques in der französischen Gemeinde Wambez auf.

## Liste der Objekte
| Bezeichnung | Beschreibung          | Standort                       | Kennzeichnung | Schutzstatus | Datum | Bild |
| ----------- | --------------------- | ------------------------------ | ------------- | ------------ | ----- | ---- |
| Glocke      | Bronze, 1696 gegossen | in der Kirche St-Martin (Lage) | PM60001744    | Classé       | 1912  |      |